# Panaxia rhodosensis
Panaxia rhodosensis là một loài bướm đêm thuộc phân họ Arctiinae, họ Erebidae.